# Dinaburg FC
Le FC Dinaburg Daugavpils est un club de football letton basé à Daugavpils.

## Historique

### Histoire
Jugé coupable de matchs arrangés, le club est exclu en octobre 2009 de la fédération lettone de football.

### Repères historiques
- 1990 : fondation du club sous le nom de Celtnieks Daugavpils
- 1992 : le club est renommé BJFK Daugavpils
- 1993 : le club est renommé Auseklis Daugavpils
- 1995 : le club est renommé Vilan Daugavpils
- 1996 : le club est renommé FC Dinaburg Daugavpils
- 1996 : 1re participation à une Coupe d'Europe (C3) (saison 1996/97)
- 2009 : dissolution du club

## Palmarès
- Coupe de Lettonie de football
  - Vainqueur : 1991
  - Finaliste : 1997, 2001